# Stanisław Szacki
Stanisław Teofilowicz Szacki (ur. 1878, zm. 1934) – rosyjski pedagog polskiego pochodzenia. Szacki był inicjatorem wielu przedsięwzięć pedagogicznych: zorganizował Towarzystwo Setlement (rozwiązane przez władze carskie), współtworzył Towarzystwo pn. Praca i Wypoczynek Dziecka, zorganizował kolonię wakacyjną Bodraja Żyzń, stworzył pierwszą Stację Doświadczalną Oświaty Ludowej obejmującą zespół 13 szkół oraz 6 przedszkoli. Placówki te stały się następnie prototypem szkół środowiskowych.